# Lamprosema vittifera
Lamprosema vittifera là một loài bướm đêm trong họ Crambidae.